# Viadotto San Pietro
Il viadotto San Pietro è un viadotto stradale italiano, posto sulla strada statale 107 Silana Crotonese nel territorio comunale di Paola.

## Storia
Il viadotto venne progettato dall'ingegner Alfredo Passaro e costruito dall'impresa ILPC di Roma per conto dell'ANAS.
I lavori ebbero inizio nel novembre 1967 e si conclusero nel giugno 1969.

## Caratteristiche
Si tratta di un viadotto in calcestruzzo armato lungo complessivamente 240 m e alto fino a 86,76 m. Esso conta 5 campate, la maggiore delle quali è lunga 74,40 m.
Le 4 campate maggiori furono costruite a sbalzo, con impalcato in calcestruzzo armato precompresso sistema BBPV. La campata lato Cosenza, di luce di 27 m, è invece semplicemente appoggiata alle due pile adiacenti.
L'impalcato ha una larghezza di 9,50 m, sufficienti per la strada a carreggiata unica.